# Hajnalpírlepke
A hajnalpírlepke (Anthocharis cardamines) a rovarok (Insecta) osztályának lepkék (Lepidoptera) rendjébe, ezen belül a fehérlepkék (Pieridae) családjába tartozó faj.

## Előfordulása
A hajnalpírlepke elterjedési területe Európa, az északi sarkkörig. Hiányzik Krétán, Elbán, Észak-Afrikában és Spanyolország déli részén. Korábban gyakoribb volt.

## Alfajai
- Anthocharis cardamines alexandra (Hemming, 1933)
- Anthocharis cardamines cardamines
- Anthocharis cardamines hayashii (T. Fujioka, 1970)
- Anthocharis cardamines hibernica (Williams, 1915)
- Anthocharis cardamines isshikii (Matsumura, 1925)
- Anthocharis cardamines kobayashii (Matsumura, 1925)
- Anthocharis cardamines koreana (Matsumura, 1925)
- Anthocharis cardamines meridionalis (Vérity, 1908)
- Anthocharis cardamines phoenissa (von Kalchberg, 1894)
- Anthocharis cardamines progressa (Sovinsky, 1905)
- Anthocharis cardamines septentrionalis (Wnukowsky, 1927)

## Megjelenése
A hajnalpírlepke elülső szárnya 1,6–2,5 centiméter hosszú. A hím elülső szárnyának csúcsán nagy narancsszínű folt („hajnalpírfolt”) van, a nőstényen ez az ismertetőjegy hiányzik. A lepke alapszíne felül szürkés- vagy sárgásfehér. Az elülső szárny fekete szegélyfoltja egységes, legfeljebb a szárnyrojt mellett látunk apró, fehér foltokat. A középsejt fekete zárófoltja kicsiny, néha hiányzik. A hátulsó szárny fonákja sárgászöld márványozású. Hernyója kékeszöld, fekete pontokkal, oldalán fehér csíkkal. Alsó teste sötétzöld.

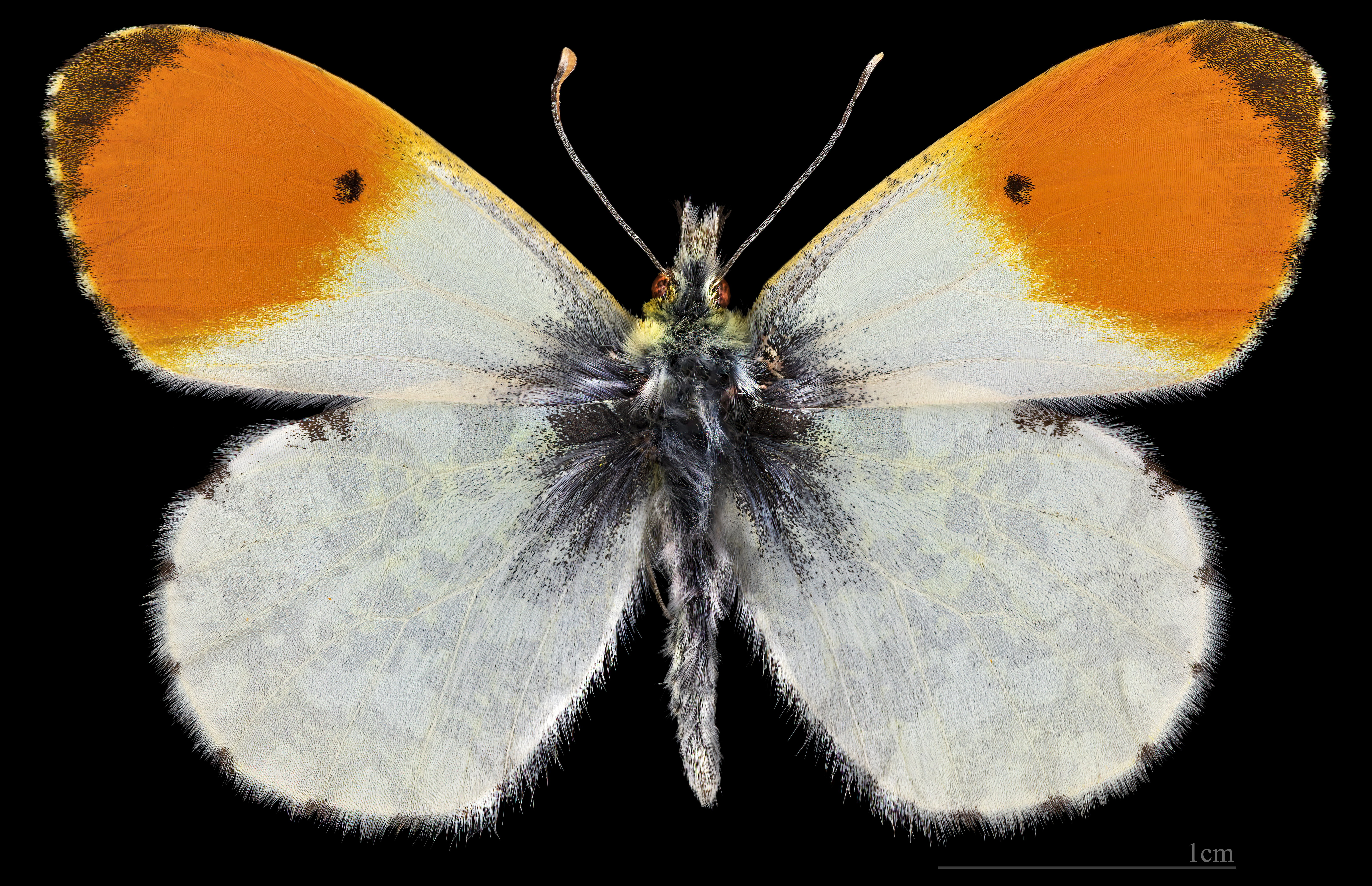
Anthocharis cardamines ♂
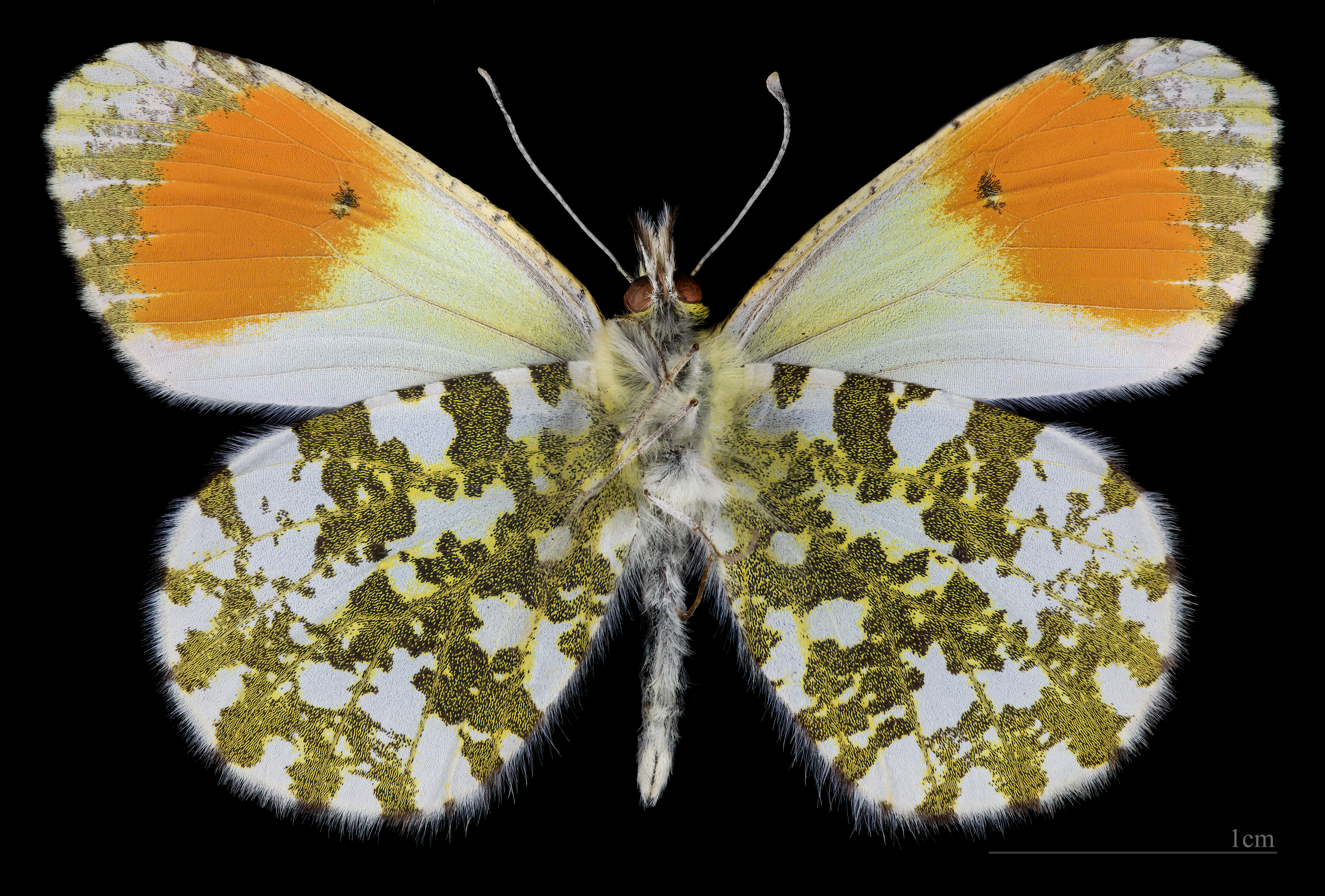
Anthocharis cardamines ♂  △
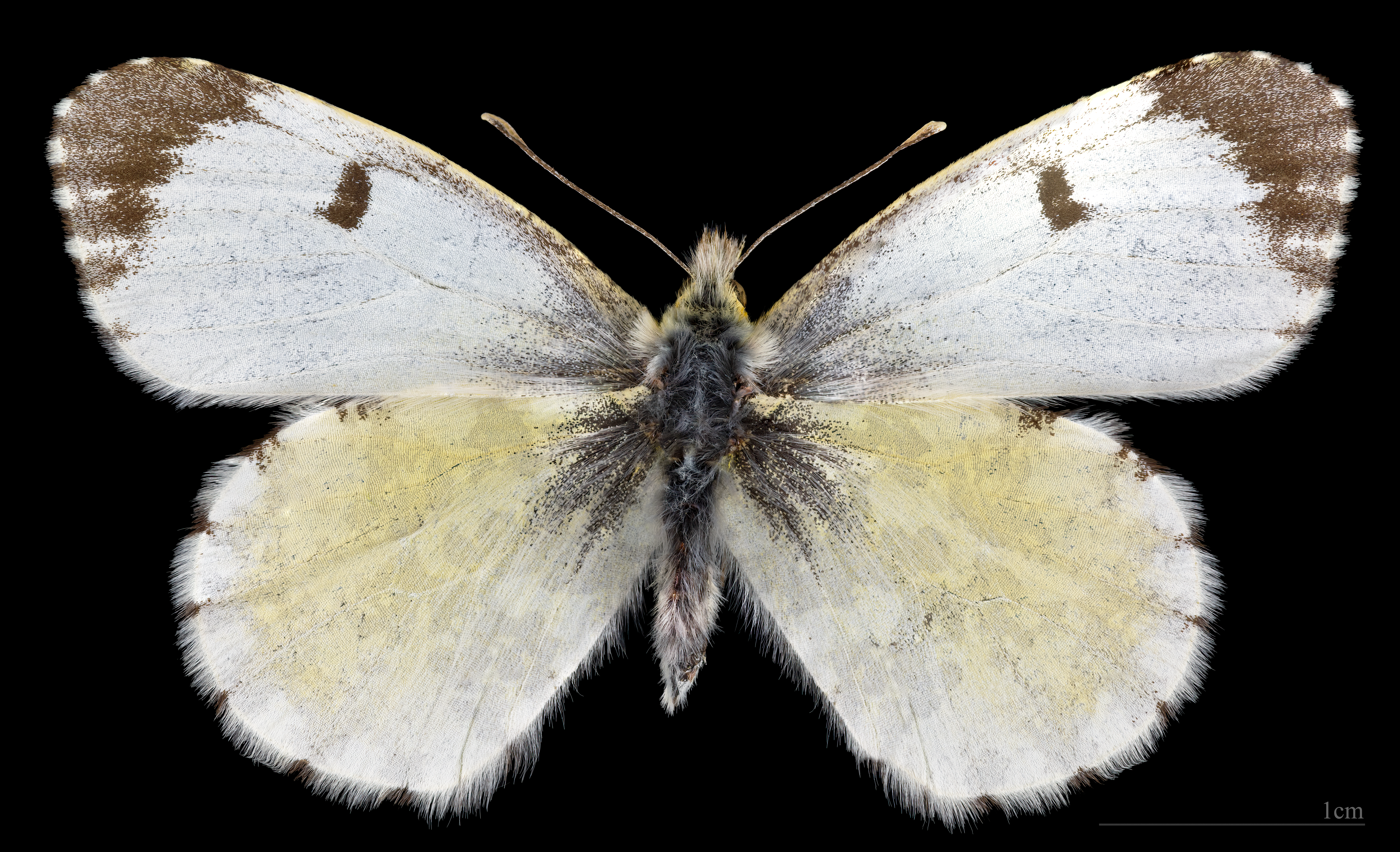
Anthocharis cardamines  ♀
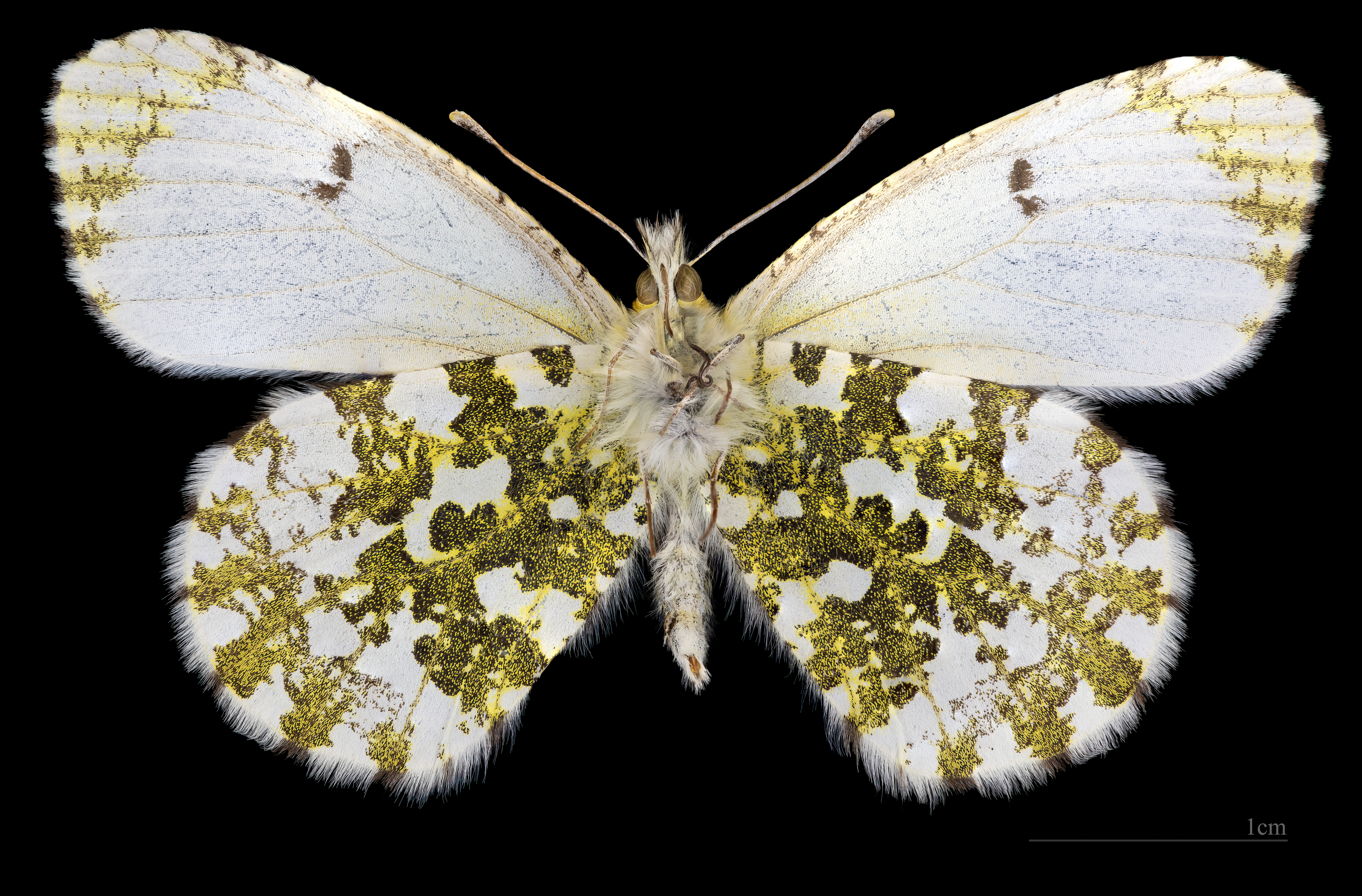
Anthocharis cardamines ♀ △

## Életmódja
A hajnalpírlepke erdők ritkás, félárnyékos részein, erdőszéleken él, de nyílt területeken, virágos réteken és kertekben is megtaláljuk, a hegyvidékeken 2000 méter magasságig. A korai lepkék közé tartozik; már az első melegebb időszak után repül – többnyire április elejétől júniusig, az Alpokban még augusztus elején is. A növényeken megpihenő lepke összecsukja szárnyait, ezért nehéz észrevenni. Évente egy nemzedéke kel ki.
|  |  |

Petéit virágbimbókba rakja, és a kikelő hernyók először a magtokokat fogyasztják. Hernyóidőszaka június-július. A hernyók tápnövényei:
- réti kakukktorma (Cardamine pratensis),
- szapora zsombor (Sisymbrium officinale),
- kányazsombor (Alliaria petiolata),
- borzas ikravirág (Arabis hirsuta),
- vadrepce (Sinapis arvensis),
- holdviola (Lunaria sp.)

és más keresztesvirágúak. A hernyók májusban jelennek meg, és többnyire júliusban bábozódnak be. Bábja zöld vagy barnás, fejrésze sarló alakúan görbült. A bábot fonal erősíti övszerűen a növény szárához, amin áttelel.